# Frederik Købke
Frederik Carl Christian Købke (født 15. september 1837 i Fredericia, død 27. oktober 1881 i Bangkok) var en dansk skibsfører, senere den første danske konsul i Bangkok fra 1868 til 1879.
Købke gik til søs i ung alder og som 22-årig kommer han til Bangkok 1860 som første styrmand ombord på en britisk skonnert. Han var en af de første danskere, der bosatte sig i Siam, og efter det danske nederlag mod tyskerne i 1864 kom der flere, bland andet danske skibsreder og kaptajner fra Åbenrå, Sønderborg og Flensborg. Under sine første år i Siam arbejdede Købke som kaptajn på kinesisk ejede siamesiske barkskib. De kinesiske købmænd i Bangkok ejede mange skibe og importerede porcelæn, køkkenudstyr og redskaber fra hovedsageligt Shanghai og Hongkong. Købke lærte kong Mongkut at kende, og at de delte fælles interesser som astronomi og navigation.
Købke blev udnævnt til kongelig inspektør af den nydannede siamesiske toldmyndighed. Derudover var han agent for forsikringsselskabet Lloyd's of London. Han blev udnævnt til kongelig dansk konsul i Bangkok i 1868, og han havde denne stilling indtil 1879-1880. 
De to første elefanter der kom til Zoologisk Have i København i 1878 var en gave fra Frederik Købke og hans mor. De hed Chang og Eng, opkaldt efter de berømte siamesiske tvillinger Chang og Eng Bunker (1811-1874).
Frederik Købke var søn af oberstløjtnant Niels Christian Købke (1793— 1849) og Mette Marie Købke (1798—1888), født Bruun og datter af Bertel Bruun. Han er bror til etatsråd og herredsfoged August Carl Christian Købke og svoger til Constantin Hansen, Peter Buch og Enrico Dalgas.
Frederik Købke var gift med sin kusine Thora Bolette Marie Købke (19. december 1839-27. juni 1866), som døde af dysenteri et halvt år efter hun kom til Bangkok, 27 år gammel. Frederik Købke døde også af dysenteri 44 år gammel. De er begge begravet på den protestantiske kirkegård i Bangkok. Købke fik 1862 sønnen Christian med en siamesisk kvinde. Han fik yderligere en søn Dan 1877.